# Wagneriana atuna
Wagneriana atuna là một loài nhện trong họ Araneidae.
Loài này thuộc chi Wagneriana. Wagneriana atuna được Herbert Walter Levi miêu tả năm 1991.